# Élections législatives de 1978 dans les Yvelines
Les élections législatives françaises de 1978 se déroulent les 12 et 19 mars 1978. Dans le département des Yvelines, huit députés sont à élire dans le cadre de huit circonscriptions.

## Élus
| Circonscription                                 | Député sortant             | Parti | Parti | Député élu ou réélu | Parti | Parti    |
| ----------------------------------------------- | -------------------------- | ----- | ----- | ------------------- | ----- | -------- |
| 1re                                             | Pierre Bourson             |       | RI    | Pierre Bourson      |       | UDF (PR) |
| 2e                                              | Pierre Régis*              |       | RPR   | Michel Péricard     |       | RPR      |
| 3e                                              | Gérard Godon               |       | RPR   | Michel Rocard       |       | PS       |
| 4e                                              | Marc Lauriol               |       | RPR   | Marc Lauriol        |       | RPR      |
| 5e                                              | Bernard Destremau          |       | RI    | Étienne Pinte       |       | RPR      |
| 6e                                              | Robert Wagner              |       | RPR   | Robert Wagner       |       | RPR      |
| 7e                                              | Pierre Ribes               |       | RPR   | Pierre Ribes        |       | RPR      |
| 8e                                              | Jacqueline Thome-Patenôtre |       | MRG   | Nicolas About       |       | UDF (PR) |
| * député sortant ne se représentant pas en 1978 |                            |       |       |                     |       |          |

## Résultats

### Résultats à l'échelle du département
| Parti                 | Parti                                     | Premier tour | Premier tour | Second tour | Second tour | Sièges |
| Parti                 | Parti                                     | Voix         | %            | Voix        | %           | Sièges |
| --------------------- | ----------------------------------------- | ------------ | ------------ | ----------- | ----------- | ------ |
|                       | Rassemblement pour la République          | 157 736      | 28,71        | 223 624     | 40,37       | 5      |
|                       | Union pour la démocratie française        | 101 928      | 18,55        | 78 917      | 14,25       | 2      |
|                       | Divers droite                             | 11 908       | 2,17         |             |             | 0      |
|                       | Majorité présidentielle                   | 271 572      | 49,43        | 302 541     | 54,62       | 7      |
|                       |                                           |              |              |             |             |        |
|                       | Parti socialiste                          | 97 504       | 17,75        | 125 604     | 22,68       | 1      |
|                       | Parti communiste français                 | 97 070       | 17,67        | 77 479      | 13,99       | 0      |
|                       | Mouvement des radicaux de gauche          | 24 089       | 4,38         | 48 306      | 8,72        | 0      |
|                       | Union de la gauche                        | 218 663      | 39,80        | 251 389     | 45,38       | 1      |
|                       |                                           |              |              |             |             |        |
|                       | Divers écologiste                         | 19 697       | 3,59         |             |             | 0      |
|                       | Parti socialiste unifié                   | 13 553       | 2,47         | 0           |             |        |
|                       | Extrême gauche                            | 10 080       | 1,83         | 0           |             |        |
|                       | Divers gauche                             | 3 639        | 0,66         | 0           |             |        |
|                       | Front national                            | 5 007        | 0,91         | 0           |             |        |
|                       | Gaullistes d'opposition (MDD, FRP et UGP) | 3 817        | 0,69         | 0           |             |        |
|                       | Extrême droite                            | 3 346        | 0,61         | 0           |             |        |
|                       |                                           |              |              |             |             |        |
| Inscrits              | Inscrits                                  | 676 021      | 100,00       | 672 240     | 100,00      | 8      |
| Abstentions           | Abstentions                               | 118 399      | 17,51        | 104 315     | 15,52       |        |
| Votants               | Votants                                   | 557 622      | 82,49        | 567 925     | 84,48       |        |
| Blancs et nuls        | Blancs et nuls                            | 8 248        | 1,48         | 13 995      | 2,46        |        |
| Exprimés              | Exprimés                                  | 549 374      | 98,52        | 553 930     | 97,54       |        |
| Source : Data.gouv.fr |                                           |              |              |             |             |        |

### Résultats par circonscription

#### Première circonscription (Maisons-Laffitte)
| Candidat       | Candidat                     | Parti                      | Premier tour | Premier tour | Second tour | Second tour |  |
| Candidat       | Candidat                     | Parti                      | Voix         | %            | Voix        | %           |  |
| -------------- | ---------------------------- | -------------------------- | ------------ | ------------ | ----------- | ----------- |  |
|                | Pierre Bourson sortant réélu | UDF (PR)                   | 15 176       | 27,68        | 30 273      | 54,92       |  |
|                | François Hilsum              | PCF                        | 13 122       | 23,93        | 24 845      | 45,08       |  |
|                | Jean Le Gars                 | PS                         | 10 540       | 19,22        | Retrait     | Retrait     |  |
|                | Jacques Bachelier            | RPR                        | 8 992        | 16,40        | Retrait     | Retrait     |  |
|                | François de La Vaissière     | Divers droite (Maj. prés.) | 1 373        | 2,50         |             |             |  |
|                | Michel Freydt                | Divers écologiste          | 1 311        | 2,39         |             |             |  |
|                | Solance Berneron             | Divers écologiste          | 1 182        | 2,16         |             |             |  |
|                | Marie-Pascale Lauret         | PSU (FA)                   | 841          | 1,53         |             |             |  |
|                | Claire Neuville              | Extrême gauche (LO)        | 577          | 1,05         |             |             |  |
|                | Christian Cozzolino          | FN                         | 537          | 0,98         |             |             |  |
|                | Jean-Pierre Laspougeas       | Extrême gauche (LCR)       | 413          | 0,75         |             |             |  |
|                | Louis Bonnel                 | Divers droite              | 384          | 0,70         |             |             |  |
|                | Robert Clop                  | GO (UGP)                   | 347          | 0,63         |             |             |  |
|                |                              |                            |              |              |             |             |  |
| Inscrits       | Inscrits                     | Inscrits                   | 68 402       | 100,00       | 67 839      | 100,00      |  |
| Abstentions    | Abstentions                  | Abstentions                | 12 778       | 18,68        | 10 949      | 16,14       |  |
| Votants        | Votants                      | Votants                    | 55 624       | 81,32        | 56 890      | 83,86       |  |
| Blancs et nuls | Blancs et nuls               | Blancs et nuls             | 799          | 1,44         | 1 772       | 3,11        |  |
| Exprimés       | Exprimés                     | Exprimés                   | 54 825       | 98,56        | 55 118      | 96,89       |  |

#### Deuxième circonscription (Saint-Germain-en-Laye)
| Candidat       | Candidat               | Parti                   | Premier tour | Premier tour | Second tour | Second tour |  |
| Candidat       | Candidat               | Parti                   | Voix         | %            | Voix        | %           |  |
| -------------- | ---------------------- | ----------------------- | ------------ | ------------ | ----------- | ----------- |  |
|                | Michel Péricard élu    | RPR                     | 31 947       | 44,49        | 44 196      | 61,41       |  |
|                | Jean-François Lemettre | PS                      | 14 531       | 20,24        | 27 769      | 38,59       |  |
|                | Pierre Soulat          | PCF                     | 10 342       | 14,40        |             |             |  |
|                | Jenny Consigny         | UDF (Rad)               | 8 352        | 11,63        |             |             |  |
|                | Jean-Paul Chauvigné    | GO (MDD)                | 1 913        | 2,66         |             |             |  |
|                | Simone Nédelec         | Divers gauche (Choisir) | 1 571        | 2,19         |             |             |  |
|                | Michel Tomitch         | Extrême droite (PFN)    | 1 133        | 1,58         |             |             |  |
|                | Thierry Rogister       | FN                      | 708          | 0,99         |             |             |  |
|                | Michel Tatibouet       | Extrême gauche (LO)     | 304          | 0,42         |             |             |  |
|                | Autres candidats       | Extrême gauche          | 1 000        | 1,39         |             |             |  |
|                |                        |                         |              |              |             |             |  |
| Inscrits       | Inscrits               | Inscrits                | 90 132       | 100,00       | 89 812      | 100,00      |  |
| Abstentions    | Abstentions            | Abstentions             | 17 181       | 19,06        | 16 228      | 18,07       |  |
| Votants        | Votants                | Votants                 | 72 951       | 80,94        | 73 584      | 81,93       |  |
| Blancs et nuls | Blancs et nuls         | Blancs et nuls          | 1 150        | 1,58         | 1 619       | 2,2         |  |
| Exprimés       | Exprimés               | Exprimés                | 71 801       | 98,42        | 71 965      | 97,8        |  |

#### Troisième circonscription (Poissy - Conflans-Sainte-Honorine)
| Candidat       | Candidat              | Parti                      | Premier tour | Premier tour | Second tour | Second tour |  |
| Candidat       | Candidat              | Parti                      | Voix         | %            | Voix        | %           |  |
| -------------- | --------------------- | -------------------------- | ------------ | ------------ | ----------- | ----------- |  |
|                | Michel Rocard élu     | PS                         | 25 277       | 26,54        | 51 549      | 52,99       |  |
|                | Gérard Godon sortant  | RPR                        | 24 782       | 26,02        | 45 731      | 47,01       |  |
|                | Jean Tricart          | PCF                        | 20 225       | 21,24        | Retrait     | Retrait     |  |
|                | Alix de la Bretesche  | UDF (PR)                   | 13 672       | 14,36        |             |             |  |
|                | Paul-Xavier Poli      | Divers écologiste          | 2 993        | 3,14         |             |             |  |
|                | Anna Tabakhoff        | Écologie 78                | 1 967        | 2,07         |             |             |  |
|                | Serge Rep             | Extrême droite (PFN)       | 1 175        | 1,23         |             |             |  |
|                | Serge Guéroult        | Extrême gauche (LO)        | 1 077        | 1,13         |             |             |  |
|                | Brigitte Gruson       | Divers écologiste          | 972          | 1,02         |             |             |  |
|                | Guy Daudet            | Divers droite (PSD)        | 962          | 1,01         |             |             |  |
|                | Patrice Andrivet      | PSU (FA)                   | 744          | 0,78         |             |             |  |
|                | Fabienne Lauret       | Extrême gauche             | 602          | 0,63         |             |             |  |
|                | André Dufraisse       | FN                         | 570          | 0,60         |             |             |  |
|                | Michel Gutman         | Divers droite (Maj. prés.) | 183          | 0,19         |             |             |  |
|                | Marcel Gofard         | Extrême droite             | 23           | 0,02         |             |             |  |
|                | Jean-Jacques Schlegel | Divers droite (CNIP)       | 13           | 0,01         |             |             |  |
|                |                       |                            |              |              |             |             |  |
| Inscrits       | Inscrits              | Inscrits                   | 116 260      | 100,00       | 115 674     | 100,00      |  |
| Abstentions    | Abstentions           | Abstentions                | 19 412       | 16,7         | 16 393      | 14,17       |  |
| Votants        | Votants               | Votants                    | 96 848       | 83,3         | 99 281      | 85,83       |  |
| Blancs et nuls | Blancs et nuls        | Blancs et nuls             | 1 611        | 1,66         | 2 001       | 2,02        |  |
| Exprimés       | Exprimés              | Exprimés                   | 95 237       | 98,34        | 97 280      | 97,98       |  |

#### Quatrième circonscription (Marly-le-Roi)
| Candidat       | Candidat                   | Parti                | Premier tour | Premier tour | Second tour | Second tour |  |
| Candidat       | Candidat                   | Parti                | Voix         | %            | Voix        | %           |  |
| -------------- | -------------------------- | -------------------- | ------------ | ------------ | ----------- | ----------- |  |
|                | Marc Lauriol sortant réélu | RPR                  | 19 551       | 30,51        | 38 564      | 60,05       |  |
|                | Jean-Louis Berthet         | UDF (PR)             | 15 284       | 23,85        | Retrait     | Retrait     |  |
|                | Marc Valéry                | PS                   | 15 281       | 23,85        | 25 661      | 39,95       |  |
|                | Serge Depaquit             | PSU (FA)             | 5 442        | 8,49         |             |             |  |
|                | Adeline Corbeau            | Écologie 78          | 5 004        | 7,81         |             |             |  |
|                | Marianne Sala              | Extrême gauche (LO)  | 1 077        | 1,68         |             |             |  |
|                | Françoise Bonnet           | Divers gauche        | 1 073        | 1,67         |             |             |  |
|                | Alain Robert               | Extrême droite (PFN) | 1 014        | 1,58         |             |             |  |
|                | Godefroy Pietreschi        | FN                   | 349          | 0,54         |             |             |  |
|                |                            |                      |              |              |             |             |  |
| Inscrits       | Inscrits                   | Inscrits             | 79 880       | 100,00       | 79 392      | 100,00      |  |
| Abstentions    | Abstentions                | Abstentions          | 15 161       | 18,98        | 13 595      | 17,12       |  |
| Votants        | Votants                    | Votants              | 64 719       | 81,02        | 65 797      | 82,88       |  |
| Blancs et nuls | Blancs et nuls             | Blancs et nuls       | 644          | 1            | 1 572       | 2,39        |  |
| Exprimés       | Exprimés                   | Exprimés             | 64 075       | 99           | 64 225      | 97,61       |  |

#### Cinquième circonscription (Versailles-Nord/Ouest)
| Candidat       | Candidat                  | Parti              | Premier tour | Premier tour | Second tour | Second tour |  |
| Candidat       | Candidat                  | Parti              | Voix         | %            | Voix        | %           |  |
| -------------- | ------------------------- | ------------------ | ------------ | ------------ | ----------- | ----------- |  |
|                | Étienne Pinte élu         | RPR                | 15 552       | 29,8         | 32 279      | 62,43       |  |
|                | Bernard Destremau sortant | UDF (PR)           | 11 395       | 21,83        | Retrait     | Retrait     |  |
|                | Jean Cuguen               | PCF                | 10 486       | 20,09        | 19 429      | 37,57       |  |
|                | Nicole Questiaux          | PS                 | 8 203        | 15,72        |             |             |  |
|                | André Hautot              | Écologie 78        | 3 068        | 5,88         |             |             |  |
|                | Emmanuel Tremblay         | Divers droite (DC) | 1 480        | 2,84         |             |             |  |
|                | Jean-Jacques Ughetto      | PSU (FA)           | 817          | 1,57         |             |             |  |
|                | J.M. Landras              | FN                 | 664          | 1,27         |             |             |  |
|                | Bernadette Hérout         | LO                 | 528          | 1,01         |             |             |  |
|                |                           |                    |              |              |             |             |  |
| Inscrits       | Inscrits                  | Inscrits           | 65 744       | 100,00       | 65 465      | 100,00      |  |
| Abstentions    | Abstentions               | Abstentions        | 13 014       | 19,79        | 11 832      | 18,07       |  |
| Votants        | Votants                   | Votants            | 52 730       | 80,21        | 53 633      | 81,93       |  |
| Blancs et nuls | Blancs et nuls            | Blancs et nuls     | 537          | 1,02         | 1 925       | 3,59        |  |
| Exprimés       | Exprimés                  | Exprimés           | 52 193       | 98,98        | 51 708      | 96,41       |  |

#### Sixième circonscription (Versailles-Sud/Est)
| Candidat       | Candidat                    | Parti                   | Premier tour | Premier tour | Second tour | Second tour |  |
| Candidat       | Candidat                    | Parti                   | Voix         | %            | Voix        | %           |  |
| -------------- | --------------------------- | ----------------------- | ------------ | ------------ | ----------- | ----------- |  |
|                | Robert Wagner sortant réélu | RPR                     | 16 367       | 33,31        | 28 472      | 57,99       |  |
|                | Jacques Toutain             | UDF (Rad)               | 10 611       | 21,6         | Retrait     | Retrait     |  |
|                | Roland Nadaus               | PS                      | 10 311       | 20,99        | 20 625      | 42,01       |  |
|                | Françoise Certano           | PCF                     | 7 304        | 14,87        |             |             |  |
|                | Michel Arnaud               | PSU (FA)                | 1 234        | 2,51         |             |             |  |
|                | Liliane Breuil              | Divers gauche (Choisir) | 995          | 2,03         |             |             |  |
|                | Bernard-Georges Nicolaieff  | GO (MDD)                | 892          | 1,82         |             |             |  |
|                | Jean Silve                  | FN                      | 593          | 1,21         |             |             |  |
|                | Mme Claude Muxonat          | Extrême gauche (LO)     | 578          | 1,18         |             |             |  |
|                | Michel Giraud               | GO                      | 248          | 0,5          |             |             |  |
|                |                             |                         |              |              |             |             |  |
| Inscrits       | Inscrits                    | Inscrits                | 60 744       | 100,00       | 60 344      | 100,00      |  |
| Abstentions    | Abstentions                 | Abstentions             | 10 962       | 18,05        | 10 083      | 16,71       |  |
| Votants        | Votants                     | Votants                 | 49 782       | 81,95        | 50 261      | 83,29       |  |
| Blancs et nuls | Blancs et nuls              | Blancs et nuls          | 649          | 1,3          | 1 164       | 2,32        |  |
| Exprimés       | Exprimés                    | Exprimés                | 49 133       | 98,7         | 49 097      | 97,68       |  |

#### Septième circonscription (Mantes-la-Jolie)
| Candidat       | Candidat                   | Parti                | Premier tour | Premier tour | Second tour | Second tour |  |
| Candidat       | Candidat                   | Parti                | Voix         | %            | Voix        | %           |  |
| -------------- | -------------------------- | -------------------- | ------------ | ------------ | ----------- | ----------- |  |
|                | Pierre Ribes sortant réélu | RPR                  | 20 772       | 31,04        | 34 282      | 50,87       |  |
|                | Maurice Quettier           | PCF                  | 17 141       | 25,61        | 33 205      | 49,13       |  |
|                | Bernard Schreiner          | PS                   | 13 361       | 19,96        | Retrait     | Retrait     |  |
|                | Georges Dubois             | UDF (CDS)            | 7 080        | 10,58        |             |             |  |
|                | Marcel Authelet            | Écologie 78          | 2 381        | 3,56         |             |             |  |
|                | Jean-Claude Demathieu      | Divers droite (PSD)  | 1 604        | 2,40         |             |             |  |
|                | Daniel Bénard              | Extrême gauche (LO)  | 916          | 1,37         |             |             |  |
|                | Claude Cannie              | Divers droite        | 909          | 1,36         |             |             |  |
|                | José Le Moigne             | Divers écologiste    | 789          | 1,18         |             |             |  |
|                | Jean-François Colin        | Extrême gauche (LCR) | 637          | 0,95         |             |             |  |
|                | Loïc Martin                | Divers droite        | 580          | 0,87         |             |             |  |
|                | Jean Albertini             | GO (UGP)             | 417          | 0,62         |             |             |  |
|                | Denis Baize                | PSU (FA)             | 337          | 0,50         |             |             |  |
|                | A. Thibaudeau              | Extrême droite       | 1            | 0,00         |             |             |  |
|                |                            |                      |              |              |             |             |  |
| Inscrits       | Inscrits                   | Inscrits             | 80 729       | 100,00       | 80 328      | 100,00      |  |
| Abstentions    | Abstentions                | Abstentions          | 12 562       | 15,56        | 10 398      | 12,94       |  |
| Votants        | Votants                    | Votants              | 68 167       | 84,44        | 69 930      | 87,06       |  |
| Blancs et nuls | Blancs et nuls             | Blancs et nuls       | 1 242        | 1,82         | 2 343       | 3,35        |  |
| Exprimés       | Exprimés                   | Exprimés             | 66 925       | 98,18        | 67 587      | 96,65       |  |

#### Huitième circonscription (Trappes - Rambouillet)
| Candidat       | Candidat                            | Parti                | Premier tour | Premier tour | Second tour | Second tour |  |
| Candidat       | Candidat                            | Parti                | Voix         | %            | Voix        | %           |  |
| -------------- | ----------------------------------- | -------------------- | ------------ | ------------ | ----------- | ----------- |  |
|                | Jacqueline Thome-Patenôtre sortante | MRG (PS)             | 24 089       | 25,31        | 48 306      | 49,83       |  |
|                | Nicolas About élu                   | UDF (PR)             | 20 358       | 21,39        | 48 644      | 50,17       |  |
|                | Jean-Pierre Gérard                  | RPR                  | 19 773       | 20,77        | Retrait     | Retrait     |  |
|                | Jacqueline Hoffmann                 | PCF                  | 18 450       | 19,38        | Retrait     | Retrait     |  |
|                | Pierre Herry                        | PSU (FA)             | 4 138        | 4,35         |             |             |  |
|                | Daniel Guérin                       | Divers droite (PSD)  | 3 083        | 3,24         |             |             |  |
|                | Daniel Philippot                    | FN                   | 1 586        | 1,67         |             |             |  |
|                | Jean-Claude Cotentin                | Extrême gauche (LO)  | 1 559        | 1,64         |             |             |  |
|                | Jo Miesch                           | Divers droite (DC)   | 1 337        | 1,40         |             |             |  |
|                | Monique Saliou                      | Extrême gauche (LCR) | 812          | 0,85         |             |             |  |
|                |                                     |                      |              |              |             |             |  |
| Inscrits       | Inscrits                            | Inscrits             | 114 130      | 100,00       | 113 386     | 100,00      |  |
| Abstentions    | Abstentions                         | Abstentions          | 17 329       | 15,18        | 14 837      | 13,09       |  |
| Votants        | Votants                             | Votants              | 96 801       | 84,82        | 98 549      | 86,91       |  |
| Blancs et nuls | Blancs et nuls                      | Blancs et nuls       | 1 616        | 1,67         | 1 599       | 1,62        |  |
| Exprimés       | Exprimés                            | Exprimés             | 95 185       | 98,33        | 96 950      | 98,38       |  |